# UFC 145
UFC 145: Jones vs. Evans  è stato un evento di arti marziali miste organizzato dalla Ultimate Fighting Championship che si è tenuto il 21 aprile 2012 al Philips Arena di Atlanta, Stati Uniti.

## Retroscena
Mark Bocek avrebbe dovuto affrontare Matt Wiman, ma quest'ultimo s'infortunò e venne sostituito da John Alessio.
L'incontro tra John Makdessi e Anthony Njokuani avrebbe dovuto essere un incontro di pesi leggeri, ma Makdessi fallì la pesata di due libbre: di conseguenza il lottatore canadese venne multato e l'incontro venne cambiato in un match catchweight.

## Risultati

### Card preliminare
- Incontro categoria Pesi Piuma:  Marcus Brimage contro  Maximo Blanco

Brimage sconfisse Blanco per decisione divisa (28-29, 30-27, 29-28).
- Incontro categoria Pesi Welter:  Keith Wisniewski contro  Chris Clements

Clements sconfisse Wisniewski per decisione divisa (28-29, 29-28, 30-27).
- Incontro categoria Pesi Leggeri:  Mac Danzig contro  Efrain Escudero

Danzig sconfisse Escudero per decisione unanime (30-27, 30-27, 29-28).
- Incontro categoria Catchweight:  John Makdessi contro  Anthony Njokuani

Njokuani sconfisse Makdessi per decisione unanime (30-27, 30-27, 30-27).
- Incontro categoria Pesi Welter:  Matt Brown contro  Stephen Thompson

Brown sconfisse Thompson per decisione unanime (30-27, 29-27, 30-27).
- Incontro categoria Pesi Massimi:  Travis Browne contro  Chad Griggs

Browne sconfisse Griggs per sottomissione (strangolamento triangolare) a 2:29 del primo round.

### Card principale
- Incontro categoria Pesi Leggeri:  Mark Bocek contro  John Alessio

Bocek sconfisse Alessio per decisione unanime (30-27, 29-28, 30-27).
- Incontro categoria Pesi Piuma:  Mark Hominick contro  Eddie Yagin

Yagin sconfisse Hominick per decisione divisa (29-28, 28-29, 29-28).
- Incontro categoria Pesi Gallo:  Miguel Torres contro  Michael McDonald

McDonald sconfisse Torres per KO (pugni) a 3:18 del primo round.
- Incontro categoria Pesi Massimi:  Brendan Schaub contro  Ben Rothwell

Rothwell sconfisse Schaub per KO (pugni) a 1:10 del primo round.
- Incontro categoria Pesi Welter:  Rory MacDonald contro  Che Mills

MacDonald sconfisse Mills per KO Tecnico (pugni) a 2:20 del secondo round.
- Incontro per il titolo dei Pesi Mediomassimi:  Jon Jones (c) contro  Rashad Evans

Jones sconfisse Evans per decisione unanime (49-46, 49-46, 50-45) e difese il titolo dei pesi mediomassimi.

## Premi
I seguenti lottatori sono stati premiati con un bonus di 65.000 dollari:
- Fight of the Night:  Mark Hominick contro  Eddie Yagin
- Knockout of the Night:  Ben Rothwell
- Submission of the Night:  Travis Browne